# Purdiaea microphylla
Purdiaea microphylla är en tvåhjärtbladig växtart som beskrevs av Nathaniel Lord Britton och P. Wilson. Purdiaea microphylla ingår i släktet Purdiaea och familjen Clethraceae. Inga underarter finns listade i Catalogue of Life.